# IC 566
IC 566 је галаксија у сазвјежђу Секстант која се налази на листи објеката дубоког неба у Индекс каталогу.
Деклинација објекта је - 0° 13' 51" а ректасцензија 9h 49m 56,3s. Привидна величина (магнитуда) објекта IC 566 износи 14,2 а фотографска магнитуда 15,2. IC 566 је још познат и под ознакама CGCG 7-44, NPM1G +00.0274, PGC 28279.